# Golar Tundra
Golar Tundra – плавуча установка з регазифікації та зберігання (Floating storage and regasification unit, FSRU) зрідженого природного газу (ЗПГ), споруджена для норвезької компанії Golar.

## Загальні дані
Судно спорудили в 2015 році на верфі південнокорейської Samsumg Heavy Industries.
Розміщена на борту Golar Tundra регазифікаційна установка здатна видавати 20,5 млн м3 на добу, а зберігання ЗПГ відбувається у резервуарах загальним об’ємом 170000 м3.
За необхідності, судно може використовуватись як звичайний ЗПГ-танкер.

## Служба судна
Первісно установку законтрактували для використання на терміналі компанії West African Gas у ганському порту Тема. В другому кварталі 2016-го Golar Tundra прибула до Гани, проте у West African Gas виникли проблеми із запуском терміналу. У підсумку судно в жовтні 2017-го полишило Західну Африку. Після цього протягом кількох років воно використовувалось як ЗПГ-танкер.
У 2022-му установку викупила італійська компанія Snam, яка з метою відмови від імпорту російського природного газу запланувала створення кількох плавучих регазифікаційних терімналів (також Snam уклала угоду про викуп у 2024-му плавучої установки "BW Singapore"). 